# 南アフリカ共和国の国立公園

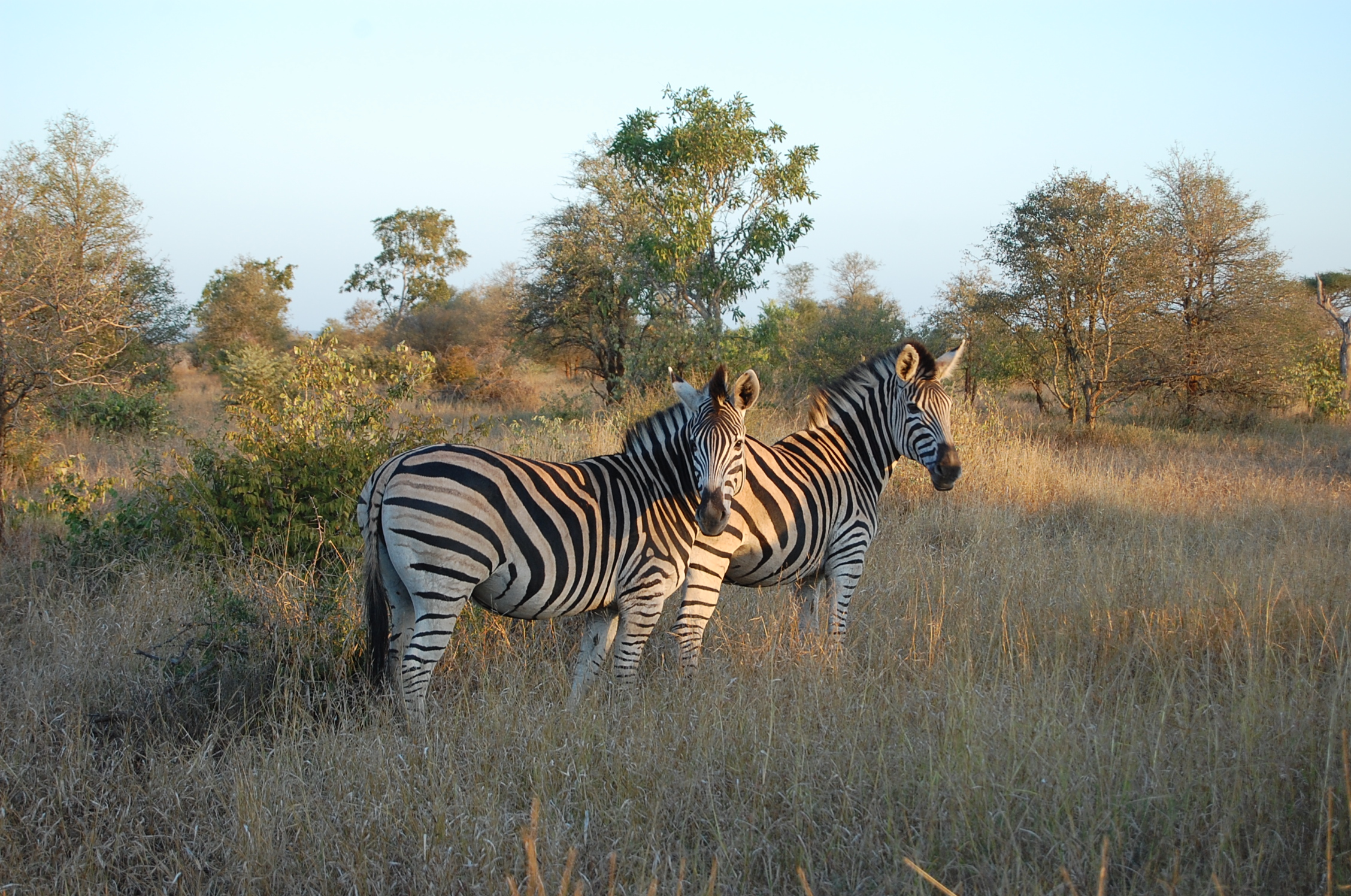
クルーガー国立公園のシマウマ。

南アフリカ共和国の国立公園地図。

南アフリカ共和国の国立公園（みなみアフリカきょうわこくのこくりつこうえん、英語: South African National Parks）では、南アフリカ共和国の国立公園を記述する。

## 概要
南アフリカ共和国の国立公園は、南アフリカ国立公園局（SANParks）が管理している。 SANParksは1926年に設立され、現在、南アフリカの総面積の3％を超える3,751,113ヘクタール（37,511.13平方キロメートル）からなる19の公園を管理している。
多くの公園にはさまざまな宿泊施設がある。最もよく知られている公園はクルーガー国立公園で、これが最も古く（1898年に設立）、最大で、約2,000,000ヘクタールある。クルーガー国立公園とテーブルマウンテン国立公園は、南アフリカ共和国で最も訪問が多い観光名所の2つです。
国立公園として指定されていないが、狩猟や自然保護区などの他の保護地域が存在する。 

## 一覧
南アフリカ共和国の国家公園のいくつかを、次に示す（あいうえお順）。
- アガラス岬国立公園 (1998年)
- オーグラビーズ滝国立公園 (1966年)
- クルーガー国立公園 (1926年)
- テーブルマウンテン国立公園 (1998年)
- ナマクア国立公園 (1999年)
- マプングブエ国立公園 (1995年)

## 参照項目
- 国立公園
- イギリスの国立公園